# La Delfina
Para la esposa del caudillo Francisco Ramírez, véase La Delfina.
La Delfina es una localidad del Partido de General Viamonte, provincia de Buenos Aires, Argentina.

## Toponimia
El nombre recuerda a Delfina López Alfaro, donante del terreno donde se construyó la estación ferroviaria.

## Población
Cuenta con 26 habitantes (Indec, 2010), lo que representa un descenso del 25% frente a los 35 habitantes (Indec, 2001) del censo anterior.
| Gráfica de evolución demográfica de La Delfina entre 1991 y 2010 |
|                                                                  |
| Fuente: censos nacionales del INDEC                              |